# The Monkey (film)
The Monkey è un film del 2025 scritto e diretto da Oz Perkins. 
Il film è l'adattamento cinematografico del racconto La scimmia di Stephen King. È la seconda trasposizione cinematografica del racconto dopo The Devil's Gift di Kenneth J. Berton nel 1984.

## Trama
Dopo essersi imbattuti nella scimmietta giocattolo d'epoca del padre in soffitta, i fratelli gemelli Hal e Bill assistono a una serie di morti orribili che si svolgono intorno a loro. Nel tentativo di lasciarsi alle spalle l'inquietudine, i fratelli abbandonano la scimmietta e intraprendono strade separate nel tempo. Tuttavia, quando le morti inspiegabili riemergono, i fratelli sono costretti a riconciliarsi e a intraprendere una missione per eliminare definitivamente il giocattolo maledetto.

## Produzione
Durante il Marché du Film della 76ª edizione del Festival di Cannes la Black Bear Pictures annunciò che una riduzione cinematografica del racconto di Stephen King era in produzione. Oz Perkins era stato ingaggiato per dirigere il film, mentre nel maggio 2023 Theo James si è unito al cast nel duplice ruolo di Hal e Bill. Nel marzo 2024 è stata confermata la presenza nel cast di Tatiana Maslany, Elijah Wood, Christian Convery, Colin O'Brien, Rohan Campbell e Sarah Levy.
Le riprese principali si sono svolte a Vancouver tra il 5 febbraio e il 22 marzo 2024.

## Promozione
Il primo teaser trailer del film è stato diffuso il 12 agosto 2024.

## Distribuzione
Il film è stato distribuito nelle sale statunitensi il 21 febbraio 2025 ed in quelle italiane il 20 marzo seguente.

## Accoglienza

### Incassi
Il film ha incassato 39724909 $ in Nord America e 29146162 $ nel resto del mondo, per un totale di 68871071 $. In Italia ha incassato 1101042 €.

### Critica
Su Rotten Tomatoes il 78% di 290 critici esprime gradimento per il film, su Metacritic il voto medio di 48 critici è 62/100.